# Briefmarken-Jahrgang 1950 der Deutschen Post der DDR
Der Briefmarken-Jahrgang 1950 der Deutschen Post der Deutschen Demokratischen Republik umfasst 27 Sondermarken, einen Briefmarkenblock mit zwei Sondermarken und vier Dauermarken. Insgesamt wurden 29 Motive ausgegeben; sieben Sondermarken und der Briefmarkenblock wurden mit Zuschlag verausgabt, dieser betrug insgesamt 1,20 Mark. Alle Werte waren an den Postschaltern unbeschränkt erhältlich; der Block zur Briefmarkenausstellung DEBRIA war allerdings nur auf dieser, bei den Leipziger Messe-Sonderpostämtern und über die Versandstelle für Sammlermarken in Berlin erhältlich.
Sämtliche Marken wurden auf Papier mit dem Wasserzeichen Nr. 1 (Kreuzblume) gedruckt.
Die Gültigkeit der Sondermarken endete zwischen dem 30. Juni 1951 und dem 31. März 1952. Dagegen hatten die Dauermarken grundsätzlich bis zum 31. März 1962 Frankaturkraft, lediglich der 2-DM-Wert blieb bis zum 2. Oktober 1990 gültig.

## Besonderheiten
- Sondermarken

Die Emission von Sonderbriefmarken wurde im Vergleich zum Vorjahr deutlich gesteigert. In diesem Jahrgang wurden politische Themen (1. Mai, Volkswahl, Friedenserhaltung), historische Ereignisse (Bach-Geburtstag, Akademie-Jubiläum und mansfeldischer Kupferschieferbergbau) und der DDR-Sport (1. Wintersportmeisterschaften) gewürdigt – ein Themenspektrum, das bereits die künftige Ausgabepolitik der DDR im Wesentlichen umreißt. Fast alle Marken tragen nunmehr die Länderangabe „Deutsche Demokratische Republik“, lediglich beim Block zur Deutschen Briefmarkenausstellung (DEBRIA) bildet ein Motiv die DDR-Marke zum Tag der Briefmarke 1949, die noch die Bezeichnung „Deutsche Post“ aufweist.
- Dauermarken

Da die am 7. Oktober 1949 erfolgte Gründung der DDR erst als politische Reaktion auf die Inkraftsetzung des Grundgesetzes in den westlichen Besatzungszonen mit Ablauf des 23. Mai 1949 erfolgte, konnten wohl mangels gestalterischen Vorlaufs erst im laufenden Jahrgang vier Werte eines Dauermarkensatzes mit dem Porträt des Staatspräsidenten der DDR, Wilhelm Pieck, an die Postschalter gebracht werden.

## Liste der Ausgaben und Motive
Legende
- Bild: Eine bearbeitete Abbildung der genannten Marke. Das Verhältnis der Größe der Briefmarken zueinander ist in diesem Artikel annähernd maßstabsgerecht dargestellt. Sollten keine Marken abgebildet sein, liegt es daran, dass das Urheberrecht des Künstlers noch nicht erloschen ist.
- Beschreibung: Eine Kurzbeschreibung des Motivs und/oder des Ausgabegrundes. Bei ausgegebenen Serien oder Blocks werden die zusammengehörigen Beschreibungen mit einer Markierung versehen eingerückt.
- Wert: Der Frankaturwert der einzelnen Marke in Pfennig. Ein „+“ bedeutet, dass es sich um eine Zuschlagsmarke handelt (= Frankaturwert + Spende).
- Ausgabedatum: Das Datum des erstmaligen Verkaufs dieser Briefmarke.
- Gültig bis: Das Datum, an dem die Gültigkeit endete.
- Auflage: Soweit bekannt, wird hier die zum Verkauf angebotene Anzahl dieser Ausgabe angegeben.
- Entwurf: Soweit bekannt, wird hier angegeben, von wem der Entwurf dieser Marke stammt.
- Mi.-Nr.: Diese Briefmarke wird im Michel-Katalog unter der entsprechenden Nummer gelistet.

| Sondermarken | |                                                 |                       |                   |                                            |                          |         |
| Bild         | Beschreibung | Wert                                            | Ausgabe- datum (1950) | Gültig bis        | Auflage                                    | Entwurf                  | Mi.-Nr. |
|              | 1. Wintersportmeisterschaften Schierke 1950 - Abfahrtsläufer                                                                                  | 12                                              | 2. März               | 31. Dezember 1951 | 2.000.000                                  | Fred Gravenhorst         | 246     |
|              | - Eiskunstläuferin | 24                                              | 2. März               | 31. Dezember 1951 | 2.000.000                                  | Fred Gravenhorst         | 247     |
|              | Leipziger Frühjahrsmesse 1950 - Vorführung des ersten Meißener Porzellans auf der Ostermesse 1710 durch Johann Friedrich Böttger              | 24+12                                           | 5. März               | 30. Juni 1951     | 1.000.000                                  | Erich Gruner             | 248     |
|              | - Verkaufsstand im Städtischen Kaufhaus zur ersten Mustermesse 1894                                                                           | 30+14                                           | 5. März               | 30. Juni 1951     | 1.000.000                                  | Erich Gruner             | 249     |
|              | 60 Jahre 1. Mai - Globus mit aufgehender Sonne und Umschrift „1. Mai“                                                                         | 30                                              | 1. Mai                | 31. Dezember 1951 | 1.000.000                                  | Wilhelm Nix              | 250     |
|              | Bachjahr 1950 (200. Todestag von Johann Sebastian Bach) - Hirtenknabe aus der Antike mit einer Doppelflöte                                    | 12+4                                            | 14. Juni              | 30. Juni 1951     | 1.000.000                                  | Felix Jacob, E. P. Weise | 256     |
|              | - Mädchen mit einer Handorgel aus dem Mittelalter                                                                                             | 24+6                                            | 14. Juni              | 30. Juni 1951     | 1.000.000                                  | Felix Jacob, E. P. Weise | 257     |
|              | - Porträt von Johann Sebastian Bach | 30+8                                            | 14. Juni              | 30. Juni 1951     | 1.000.000                                  | Felix Jacob, E. P. Weise | 258     |
|              | - Drei singende Masken, Notenauszug mit der Folge B-A-C-H                                                                                     | 50+16                                           | 14. Juni              | 30. Juni 1951     | 1.000.000                                  | Felix Jacob, E. P. Weise | 259     |
|              | DEBRIA, Deutsche Briefmarkenausstellung, Leipzig - Briefmarke zum Tag der Briefmarken 1949 (Sachsendreier von 1850 mit Globus und Brieftaube) | 84+41                                           | 1. Juli               | 30. Juni 1951     | 750.000                                    | Fred Gravenhorst         | 260     |
|              | 250 Jahre Deutsche Akademie der Wissenschaften zu Berlin - Mathematiker Leonhard Euler                                                        | 1                                               | 10. Juli              | 31. März 1952     | 2.000.000                                  | Gerhard Kreische         | 261     |
|              | - Naturforscher Alexander von Humboldt | 5                                               | 10. Juli              | 31. März 1952     | 2.000.000                                  | Gerhard Kreische         | 262     |
|              | - Historiker Theodor Mommsen | 6                                               | 10. Juli              | 31. März 1952     | 5.000.000                                  | Gerhard Kreische         | 263     |
|              | - Staats- und Kulturwissenschaftler Wilhelm von Humboldt                                                                                      | 8                                               | 10. Juli              | 31. März 1952     | 2.000.000                                  | Gerhard Kreische         | 264     |
|              | - Physiker und Physiologe Hermann von Helmholtz                                                                                               | 10                                              | 10. Juli              | 31. März 1952     | 2.000.000                                  | Gerhard Kreische         | 265     |
|              | - Physiker Max Planck | 12                                              | 10. Juli              | 31. März 1952     | 10.000.000                                 | Gerhard Kreische         | 266     |
|              | - Philologe Jacob Grimm | 16                                              | 10. Juli              | 31. März 1952     | 2.000.000                                  | Gerhard Kreische         | 267     |
|              | - Physiker und Chemiker Walther Nernst | 20                                              | 10. Juli              | 31. März 1952     | 2.000.000                                  | Gerhard Kreische         | 268     |
|              | - Universalgelehrter Gottfried Wilhelm Leibniz                                                                                                | 24                                              | 10. Juli              | 31. März 1952     | 10.000.000                                 | Gerhard Kreische         | 269     |
|              | - Theologe und Kirchenhistoriker Adolf von Harnack                                                                                            | 50                                              | 10. Juli              | 31. März 1952     | 2.000.000                                  | Gerhard Kreische         | 270     |
|              | DEBRIA, Deutsche Briefmarkenausstellung, Leipzig - Briefmarke zum Tag der Briefmarke 1949 (Schwarze Bayern Einser von 1849 unter einer Lupe)  | 12+3 (Blockpreis: 1,40 DM)                      | 26. August            | 30. Juni 1951     | 750.000                                    | Fred Gravenhorst         | 271     |
|              | - Briefmarke zur DEBRIA 1950 (Globus, Brieftaube, Sachsendreier)                                                                              | 84+41 (Blockpreis: 1,40 DM)                     | 26. August            | 30. Juni 1951     | 750.000                                    | Fred Gravenhorst         | 272     |
|              | 750 Jahre Mansfelder Kupferschieferbergbau - Bergmann mit Preßlufthammer im Stollen                                                           | 12                                              | 1. September          | 31. Dezember 1951 | 2.000.000                                  | Fred Gravenhorst         | 273     |
|              | - Gießer beim Abstich am Hochofen | 24                                              | 1. September          | 31. Dezember 1951 | 2.000.000                                  | Fred Gravenhorst         | 274     |
|              | Volkswahlen am 15. Oktober 1950 Symbole aus der Arbeitswelt mit Friedenstaube und Wahlurne                                                    | 24                                              | 28. September         | 31. Dezember 1951 | 5.000.000                                  | Fred Gravenhorst         | 275     |
|              | Erkämpft den Frieden - Friedenstaube und Hand vor einem Panzer                                                                                | 6                                               | 15. Dezember          | 31. Dezember 1952 | 2.000.000                                  | Gerhard Martens          | 276     |
|              | - Friedenstaube und Hand vor einem Bombenangriff                                                                                              | 8                                               | 15. Dezember          | 31. Dezember 1952 | 2.000.000                                  | Gerhard Martens          | 277     |
|              | - Friedenstaube und Hand vor einer Kernwaffenexplosion                                                                                        | 12                                              | 15. Dezember          | 31. Dezember 1952 | 2.000.000                                  | Gerhard Martens          | 278     |
|              | - Friedenstaube und Hand vor einem Soldatenfriedhof mit weißen Friedhofskreuzen                                                               | 24                                              | 15. Dezember          | 31. Dezember 1952 | 2.000.000                                  | Gerhard Martens          | 279     |
| Dauermarken  | |                                                 |                       |                   |                                            |                          |         |
| Bild         | Beschreibung | Wert in Pfennig (wenn nichts anderes angegeben) | Ausgabe- datum        | Gültig bis        | Auflage                                    | Entwurf                  | Mi.-Nr. |
|              | Dauermarkenserie: Präsident Wilhelm Pieck (I), Druck: VEB Deutsche Wertpapierdruckerei (DWD) - Porträt von Wilhelm Pieck (Buchdruck)          | 12                                              | 27. Mai               | 31. März 1962     | NN                                         | Fred Gravenhorst         | 251     |
|              | - Porträt von Wilhelm Pieck (Buchdruck) | 24                                              | 27. Mai               | 31. März 1962     | NN                                         | Fred Gravenhorst         | 252     |
|              | - Porträt von Wilhelm Pieck (Buchdruck) | 1 DM                                            | 27. Mai               | 31. März 1962     | NN                                         | Fred Gravenhorst         | 253     |
|              | - Porträt von Wilhelm Pieck (Offsetdruck) | 2 DM                                            | 27. Mai               | 2. Oktober 1990   | Gesamt: NN, 2. Teilauflage 1951: 2.500.000 | Fred Gravenhorst         | 254     |